# 矢澤澄道
矢澤 澄道（やざわ ちょうどう　1948年 - ）は、日本の編集者・高野山真言宗の僧侶。『月刊住職』の発行人および編集長。

## 略歴
- 1948年 - 横浜市の高野山真言宗安楽寺に生まれる。
- 1953年 - 安楽寺住職（父親）が亡くなる。
- 1970年 - 明治大学法学部を卒業。
- 1972年 - 高野山専修学院を修了。デパートニューズ社の記者となる。
- 1974年7月 - 金花舎で『月刊住職』を創刊する。
- 1974年10月 - 安楽寺住職となる。
- 1998年 - 株式会社興山舎を興し社主となり、月刊『寺門興隆』を創刊する。
- 2013年 - 月刊『寺門興隆』を『月刊住職』に誌名を戻す。